# Gonzalo Jara
Gonzalo Alejandro Jara Reyes (Talcahuano, 29 agosto 1985) è un ex calciatore cileno, di ruolo difensore.

## Carriera

### Club
Esordì nel 2003 con la maglia dell'Huachipato. Nel 2007 si trasferì al Colo-Colo.
Il 25 agosto 2009 si trasferì per 1,4 milioni di sterline al West Bromwich. Il 7 novembre 2009 segnò il primo gol con la nuova maglia contro il Leicester City.
Il 21 ottobre 2011 passò al Brighton in prestito, ma il 20 dicembre fece ritorno al West Bromwich, che necessitava di difensori a causa di infortuni. Il 31 gennaio 2012 tornò in prestito al Brighton, dove rimase sino al termine della stagione.
Il 10 gennaio 2013 passò al Nottingham Forest, inizialmente in prestito e poi, dal 19 giugno, una volta scaduto il suo contratto con il West Bromwich, a titolo definitivo. Il 27 maggio 2014 si liberò a parametro zero dal club di Nottingham.
Il 16 luglio 2014 fu ingaggiato con un biennale con un'opzione per il terzo anno dal Magonza. Il 16 gennaio 2016 il club e il giocatore raggiunsero un accordo per la rescissione del contratto. Nello stesso anno il calciatore passò all'Universidad de Chile.
Rimane all'Universidad de Chile fino al 22 gennaio 2019, giorno in cui si trasferisce all'Estudiantes; con il club argentino trova poco spazio, e il 27 gennaio 2020 rescinde il proprio contratto.

### Nazionale
Esordì in nazionale nel 2006. Ha partecipato a quattro edizioni della Copa América, a due edizioni della coppa del mondo e alla Confederations Cup 2017 in Russia.
Nella partita dei quarti di finale della Copa América 2015 contro l'Uruguay, ha provocato l'uruguaiano Edinson Cavani portandolo a un secondo cartellino giallo e all'espulsione, schiaffeggiando Cavani e, secondo i replay, sembrava inserire il suo dito nell'ano di Cavani. Jara ha poi simulato una caduta a terra. L'incidente ha ricevuto quasi immediata e prominente copertura internazionale da giornali e internet, condannando per lo più Jara. Una massiccia copertura mediatica includeva articoli, colonne, blog, meme e cartoni accusando Jara di aver toccato inappropriatamente Cavani e poi tuffato teatralmente. La stampa australiana ha paragonato l'incidente alle tattiche infamanti sul campo, pungolando l'ano del giocatore di rugby league John Hopoate nel 2001. Anche se non punito durante la partita, Jara è stato sospeso per due partite, il resto del torneo, che il Cile alla fine ha vinto. Il Mainz ha criticato Jara per l'incidente e ha dichiarato che sarebbe stato venduto.

## Statistiche

### Presenze e reti nei club
Statistiche aggiornate al 14 ottobre 2017.
| Stagione                 | Squadra                  | Campionato               | Campionato | Campionato | Coppa nazionali | Coppa nazionali | Coppa nazionali | Coppe continentali | Coppe continentali | Coppe continentali | Altre coppe | Altre coppe | Altre coppe | Totale | Totale |
| Stagione                 | Squadra                  | Comp                     | Pres       | Reti       | Comp            | Pres            | Reti            | Comp               | Pres               | Reti               | Comp        | Pres        | Reti        | Pres   | Reti   |
| ------------------------ | ------------------------ | ------------------------ | ---------- | ---------- | --------------- | --------------- | --------------- | ------------------ | ------------------ | ------------------ | ----------- | ----------- | ----------- | ------ | ------ |
| 2003                     | Huachipato               | PD                       | 17         | 1          | -               | -               | -               | -                  | -                  | -                  | -           | -           | -           | 17     | 1      |
| 2004                     | Huachipato               | PD                       | 11         | 0          | -               | -               | -               | -                  | -                  | -                  | -           | -           | -           | 11     | 0      |
| 2005                     | Huachipato               | PD                       | 23         | 0          | -               | -               | -               | -                  | -                  | -                  | -           | -           | -           | 23     | 0      |
| 2006                     | Huachipato               | PD                       | 18         | 1          | -               | -               | -               | CS                 | 1                  | 0                  | -           | -           | -           | 19     | 1      |
| Totale Huachipato        | Totale Huachipato        | Totale Huachipato        | 69         | 2          |                 | -               | -               |                    | 1                  | 0                  |             | -           | -           | 70     | 2      |
| 2007                     | Colo Colo                | PD                       | 23         | 1          | -               | -               | -               | CL+CS              | 4+4                | 0+1                | -           | -           | -           | 31     | 2      |
| 2008                     | Colo Colo                | PD                       | 25+1       | 0          | CC              | 0               | 0               | CL                 | 3                  | 0                  | -           | -           | -           | 29     | 0      |
| 2009                     | Colo Colo                | PD                       | 16         | 0          | CC              | 0               | 0               | CL                 | 3                  | 0                  | -           | -           | -           | 19     | 0      |
| Totale Colo Colo         | Totale Colo Colo         | Totale Colo Colo         | 64+1       | 1          |                 | 0               | 0               |                    | 14                 | 1                  |             | -           | -           | 79     | 2      |
| 2009-2010                | West Bromwich            | FLC                      | 22         | 1          | FACup+CdL       | 3+1             | 0               | -                  | -                  | -                  | -           | -           | -           | 26     | 1      |
| 2010-2011                | West Bromwich            | PL                       | 29         | 1          | FACup+CdL       | 1+2             | 0               | -                  | -                  | -                  | -           | -           | -           | 32     | 1      |
| 2011-gen. 2012           | West Bromwich            | PL                       | 4          | 0          | FACup+CdL       | 2+1             | 0               | -                  | -                  | -                  | -           | -           | -           | 7      | 0      |
| gen.-giu. 2012           | Brighton & Hove          | FLC                      | 14         | 0          | FACup+CdL       | -               | -               | -                  | -                  | -                  | -           | -           | -           | 14     | 0      |
| 2012-gen. 2013           | West Bromwich            | PL                       | 1          | 0          | FACup+CdL       | 0+1             | 0               | -                  | -                  | -                  | -           | -           | -           | 2      | 0      |
| Totale West Bromwich     | Totale West Bromwich     | Totale West Bromwich     | 56         | 2          |                 | 11              | 0               |                    | -                  | -                  |             | -           | -           | 67     | 2      |
| gen.-giu. 2013           | Nottingham Forest        | FLC                      | 16         | 0          | FACup+CdL       | -               | -               | -                  | -                  | -                  | -           | -           | -           | 16     | 0      |
| 2013-2014                | Nottingham Forest        | FLC                      | 32         | 0          | FACup+CdL       | 4+3             | 0               | -                  | -                  | -                  | -           | -           | -           | 39     | 0      |
| Totale Nottingham Forest | Totale Nottingham Forest | Totale Nottingham Forest | 48         | 0          |                 | 7               | 0               |                    | -                  | -                  |             | -           | -           | 55     | 0      |
| 2014-2015                | Magonza                  | BL                       | 17         | 0          | CG              | 1               | 0               | UEL                | 2                  | 0                  | -           | -           | -           | 20     | 0      |
| 2015-gen. 2016           | Magonza                  | BL                       | 6          | 0          | CG              | 1               | 0               | -                  | -                  | -                  | -           | -           | -           | 7      | 0      |
| Totale Magonza           | Totale Magonza           | Totale Magonza           | 23         | 0          |                 | 2               | 0               |                    | 2                  | 0                  |             | -           | -           | 27     | 0      |
| gen.-giu. 2016           | Univ. de Chile           | PD                       | 10         | 0          | CC              | -               | -               | CL                 | 1                  | 0                  | -           | -           | -           | 11     | 0      |
| 2016-2017                | Univ. de Chile           | PD                       | 21         | 0          | CC              | 2               | 0               | CL                 | 2                  | 0                  | -           | -           | -           | 25     | 0      |
| 2017                     | Univ. de Chile           | PD                       | 9          | 0          | CC              | 1               | 0               | -                  | -                  | -                  | -           | -           | -           | 10     | 0      |
| Totale Univ. de Chile    | Totale Univ. de Chile    | Totale Univ. de Chile    | 40         | 0          |                 | 3               | 0               |                    | 3                  | 0                  |             | -           | -           | 46     | 0      |
| Totale carriera          | Totale carriera          | Totale carriera          | 315        | 5          |                 | 23              | 0               |                    | 20                 | 1                  |             | -           | -           | 358    | 6      |

### Cronologia presenze e reti in nazionale
| Cronologia completa delle presenze e delle reti in nazionale ― Cile | Cronologia completa delle presenze e delle reti in nazionale ― Cile | Cronologia completa delle presenze e delle reti in nazionale ― Cile | Cronologia completa delle presenze e delle reti in nazionale ― Cile | Cronologia completa delle presenze e delle reti in nazionale ― Cile | Cronologia completa delle presenze e delle reti in nazionale ― Cile | Cronologia completa delle presenze e delle reti in nazionale ― Cile | Cronologia completa delle presenze e delle reti in nazionale ― Cile |
| Data                                                                | Città                                                               | In casa                                                             | Risultato                                                           | Ospiti                                                              | Competizione                                                        | Reti                                                                | Note                                                                |
| ------------------------------------------------------------------- | ------------------------------------------------------------------- | ------------------------------------------------------------------- | ------------------------------------------------------------------- | ------------------------------------------------------------------- | ------------------------------------------------------------------- | ------------------------------------------------------------------- | ------------------------------------------------------------------- |
| 26-4-2006                                                           | Rancagua                                                            | Cile                                                                | 4 – 1                                                               | Nuova Zelanda                                                       | Amichevole                                                          | -                                                                   |                                                                     |
| 27-4-2006                                                           | Talca                                                               | Cile                                                                | 1 – 1                                                               | Nuova Zelanda                                                       | Amichevole                                                          | -                                                                   | 46’                                                                 |
| 24-5-2006                                                           | Dublino                                                             | Irlanda                                                             | 0 – 1                                                               | Cile                                                                | Amichevole                                                          | -                                                                   |                                                                     |
| 2-6-2006                                                            | Solna                                                               | Svezia                                                              | 1 – 1                                                               | Cile                                                                | Amichevole                                                          | -                                                                   |                                                                     |
| 16-8-2006                                                           | Santiago del Cile                                                   | Cile                                                                | 1 – 2                                                               | Colombia                                                            | Amichevole                                                          | -                                                                   | 78’                                                                 |
| 11-10-2006                                                          | Tacna                                                               | Perù                                                                | 0 – 1                                                               | Cile                                                                | Amichevole                                                          | -                                                                   | 90’                                                                 |
| 1-7-2007                                                            | Maturín                                                             | Brasile                                                             | 3 – 0                                                               | Cile                                                                | Coppa America 2007 - 1º turno                                       | -                                                                   | 23’ 46’                                                             |
| 8-7-2007                                                            | Puerto La Cruz                                                      | Cile                                                                | 1 – 6                                                               | Brasile                                                             | Coppa America 2007 - Quarti di finale                               | -                                                                   | 56’                                                                 |
| 18-11-2007                                                          | Montevideo                                                          | Uruguay                                                             | 2 – 2                                                               | Cile                                                                | Qual. Mondiali 2010                                                 | -                                                                   |                                                                     |
| 26-1-2008                                                           | Tokyo                                                               | Giappone                                                            | 0 – 0                                                               | Cile                                                                | Amichevole                                                          | -                                                                   |                                                                     |
| 30-1-2008                                                           | Seul                                                                | Corea del Sud                                                       | 0 – 1                                                               | Cile                                                                | Amichevole                                                          | -                                                                   |                                                                     |
| 7-6-2008                                                            | Valparaíso                                                          | Cile                                                                | 0 – 0                                                               | Panama                                                              | Amichevole                                                          | -                                                                   |                                                                     |
| 15-6-2008                                                           | La Paz                                                              | Bolivia                                                             | 0 – 2                                                               | Cile                                                                | Qual. Mondiali 2010                                                 | -                                                                   |                                                                     |
| 19-6-2008                                                           | Puerto La Cruz                                                      | Venezuela                                                           | 2 – 3                                                               | Cile                                                                | Qual. Mondiali 2010                                                 | 1                                                                   | 29’                                                                 |
| 20-8-2008                                                           | Istanbul                                                            | Turchia                                                             | 1 – 0                                                               | Cile                                                                | Amichevole                                                          | -                                                                   |                                                                     |
| 7-9-2008                                                            | Santiago del Cile                                                   | Cile                                                                | 0 – 3                                                               | Brasile                                                             | Qual. Mondiali 2010                                                 | -                                                                   |                                                                     |
| 10-9-2008                                                           | Santiago del Cile                                                   | Cile                                                                | 4 – 0                                                               | Colombia                                                            | Qual. Mondiali 2010                                                 | 1                                                                   |                                                                     |
| 12-10-2008                                                          | Quito                                                               | Ecuador                                                             | 1 – 0                                                               | Cile                                                                | Qual. Mondiali 2010                                                 | -                                                                   | 3’, 82’                                                             |
| 11-2-2009                                                           | Polokwane                                                           | Sudafrica                                                           | 0 – 2                                                               | Cile                                                                | Amichevole                                                          | -                                                                   | 46’                                                                 |
| 30-3-2009                                                           | Lima                                                                | Perù                                                                | 1 – 3                                                               | Cile                                                                | Qual. Mondiali 2010                                                 | -                                                                   |                                                                     |
| 2-4-2009                                                            | Santiago del Cile                                                   | Cile                                                                | 0 – 0                                                               | Uruguay                                                             | Qual. Mondiali 2010                                                 | -                                                                   |                                                                     |
| 27-5-2009                                                           | Osaka                                                               | Giappone                                                            | 4 – 0                                                               | Cile                                                                | Kirin Cup                                                           | -                                                                   |                                                                     |
| 29-5-2009                                                           | Chiba                                                               | Belgio                                                              | 1 – 1                                                               | Cile                                                                | Kirin Cup                                                           | -                                                                   |                                                                     |
| 6-6-2009                                                            | Asunción                                                            | Paraguay                                                            | 0 – 2                                                               | Cile                                                                | Qual. Mondiali 2010                                                 | -                                                                   |                                                                     |
| 10-6-2009                                                           | Santiago del Cile                                                   | Cile                                                                | 4 – 0                                                               | Bolivia                                                             | Qual. Mondiali 2010                                                 | -                                                                   |                                                                     |
| 12-8-2009                                                           | Brøndby                                                             | Danimarca                                                           | 1 – 2                                                               | Cile                                                                | Amichevole                                                          | -                                                                   |                                                                     |
| 5-9-2009                                                            | Santiago del Cile                                                   | Cile                                                                | 2 – 2                                                               | Venezuela                                                           | Qual. Mondiali 2010                                                 | -                                                                   |                                                                     |
| 9-9-2009                                                            | Salvador de Bahia                                                   | Brasile                                                             | 4 – 2                                                               | Cile                                                                | Qual. Mondiali 2010                                                 | -                                                                   | 6’                                                                  |
| 14-10-2009                                                          | Santiago del Cile                                                   | Cile                                                                | 1 – 0                                                               | Ecuador                                                             | Qual. Mondiali 2010                                                 | -                                                                   | 67’                                                                 |
| 17-11-2009                                                          | Žilina                                                              | Slovacchia                                                          | 1 – 2                                                               | Cile                                                                | Amichevole                                                          | 1                                                                   |                                                                     |
| 16-5-2010                                                           | Città del Messico                                                   | Messico                                                             | 1 – 0                                                               | Cile                                                                | Amichevole                                                          | -                                                                   | 46’                                                                 |
| 26-5-2010                                                           | Calama                                                              | Cile                                                                | 3 – 0                                                               | Zambia                                                              | Amichevole                                                          | -                                                                   | 46’                                                                 |
| 30-5-2010                                                           | Concepción                                                          | Cile                                                                | 3 – 0                                                               | Israele                                                             | Amichevole                                                          | -                                                                   | 52’                                                                 |
| 16-6-2010                                                           | Nelspruit                                                           | Honduras                                                            | 0 – 1                                                               | Cile                                                                | Mondiali 2010 - 1º turno                                            | -                                                                   |                                                                     |
| 21-6-2010                                                           | Port Elizabeth                                                      | Cile                                                                | 1 – 0                                                               | Svizzera                                                            | Mondiali 2010 - 1º turno                                            | -                                                                   |                                                                     |
| 25-6-2010                                                           | Pretoria                                                            | Cile                                                                | 1 – 2                                                               | Spagna                                                              | Mondiali 2010 - 1º turno                                            | -                                                                   |                                                                     |
| 28-6-2010                                                           | Johannesburg                                                        | Brasile                                                             | 3 – 0                                                               | Cile                                                                | Mondiali 2010 - Ottavi di finale                                    | -                                                                   |                                                                     |
| 17-11-2010                                                          | Santiago del Cile                                                   | Cile                                                                | 2 – 0                                                               | Uruguay                                                             | Amichevole                                                          | -                                                                   |                                                                     |
| 26-3-2011                                                           | Leiria                                                              | Portogallo                                                          | 1 – 1                                                               | Cile                                                                | Amichevole                                                          | -                                                                   |                                                                     |
| 29-3-2011                                                           | L'Aia                                                               | Cile                                                                | 2 – 0                                                               | Colombia                                                            | Amichevole                                                          | -                                                                   | 34’                                                                 |
| 19-6-2011                                                           | Santiago del Cile                                                   | Cile                                                                | 4 – 0                                                               | Estonia                                                             | Amichevole                                                          | -                                                                   |                                                                     |
| 23-6-2011                                                           | Asunción                                                            | Paraguay                                                            | 0 – 0                                                               | Cile                                                                | Amichevole                                                          | -                                                                   | 75’                                                                 |
| 4-7-2011                                                            | San Juan                                                            | Cile                                                                | 2 – 1                                                               | Messico                                                             | Coppa America 2011 - 1º turno                                       | -                                                                   |                                                                     |
| 8-7-2011                                                            | Mendoza                                                             | Uruguay                                                             | 1 – 1                                                               | Cile                                                                | Coppa America 2011 - 1º turno                                       | -                                                                   | 37’ 60’                                                             |
| 12-7-2011                                                           | Mendoza                                                             | Cile                                                                | 1 – 0                                                               | Perù                                                                | Coppa America 2011 - 1º turno                                       | -                                                                   |                                                                     |
| 17-7-2011                                                           | San Juan                                                            | Cile                                                                | 1 – 2                                                               | Venezuela                                                           | Coppa America 2011 - Quarti di finale                               | -                                                                   | 60’                                                                 |
| 10-8-2011                                                           | Montpellier                                                         | Francia                                                             | 1 – 1                                                               | Cile                                                                | Amichevole                                                          | -                                                                   | 89’                                                                 |
| 2-9-2011                                                            | San Gallo                                                           | Spagna                                                              | 3 – 2                                                               | Cile                                                                | Amichevole                                                          | -                                                                   |                                                                     |
| 7-10-2011                                                           | Buenos Aires                                                        | Argentina                                                           | 4 – 1                                                               | Cile                                                                | Qual. Mondiali 2014                                                 | -                                                                   | 61’                                                                 |
| 11-10-2011                                                          | Santiago del Cile                                                   | Cile                                                                | 4 – 2                                                               | Perù                                                                | Qual. Mondiali 2014                                                 | -                                                                   | 59’                                                                 |
| 11-9-2012                                                           | Santiago del Cile                                                   | Cile                                                                | 1 – 3                                                               | Colombia                                                            | Qual. Mondiali 2014                                                 | -                                                                   |                                                                     |
| 12-10-2012                                                          | Quito                                                               | Ecuador                                                             | 3 – 1                                                               | Cile                                                                | Qual. Mondiali 2014                                                 | -                                                                   |                                                                     |
| 16-10-2012                                                          | Santiago del Cile                                                   | Cile                                                                | 1 – 2                                                               | Argentina                                                           | Qual. Mondiali 2014                                                 | -                                                                   |                                                                     |
| 14-11-2012                                                          | San Gallo                                                           | Cile                                                                | 1 – 3                                                               | Serbia                                                              | Amichevole                                                          | -                                                                   | 19’                                                                 |
| 6-2-2013                                                            | Madrid                                                              | Cile                                                                | 2 – 1                                                               | Egitto                                                              | Amichevole                                                          | -                                                                   |                                                                     |
| 27-3-2013                                                           | Santiago del Cile                                                   | Cile                                                                | 2 – 0                                                               | Uruguay                                                             | Qual. Mondiali 2014                                                 | -                                                                   | 23’                                                                 |
| 12-6-2013                                                           | Santiago del Cile                                                   | Cile                                                                | 3 – 1                                                               | Bolivia                                                             | Qual. Mondiali 2014                                                 | -                                                                   | 54’                                                                 |
| 14-8-2013                                                           | Brøndby                                                             | Cile                                                                | 6 – 0                                                               | Iraq                                                                | Amichevole                                                          | -                                                                   | 61’                                                                 |
| 10-9-2013                                                           | Ginevra                                                             | Spagna                                                              | 2 – 2                                                               | Cile                                                                | Amichevole                                                          | -                                                                   |                                                                     |
| 11-10-2013                                                          | Barranquilla                                                        | Colombia                                                            | 3 – 3                                                               | Cile                                                                | Qual. Mondiali 2014                                                 | -                                                                   |                                                                     |
| 15-11-2013                                                          | Londra                                                              | Inghilterra                                                         | 0 – 2                                                               | Cile                                                                | Amichevole                                                          | -                                                                   | 59’ 64’                                                             |
| 19-11-2013                                                          | Toronto                                                             | Brasile                                                             | 2 – 1                                                               | Cile                                                                | Amichevole                                                          | -                                                                   |                                                                     |
| 5-3-2014                                                            | Stoccarda                                                           | Germania                                                            | 1 – 0                                                               | Cile                                                                | Amichevole                                                          | -                                                                   |                                                                     |
| 30-5-2014                                                           | Santiago del Cile                                                   | Cile                                                                | 3 – 2                                                               | Egitto                                                              | Amichevole                                                          | -                                                                   |                                                                     |
| 13-6-2014                                                           | Cuiabá                                                              | Cile                                                                | 3 – 1                                                               | Australia                                                           | Mondiali 2014 - 1º turno                                            | -                                                                   |                                                                     |
| 18-6-2014                                                           | Rio de Janeiro                                                      | Spagna                                                              | 0 – 2                                                               | Cile                                                                | Mondiali 2014 - 1º turno                                            | -                                                                   |                                                                     |
| 23-6-2014                                                           | San Paolo                                                           | Paesi Bassi                                                         | 2 – 0                                                               | Cile                                                                | Mondiali 2014 - 1º turno                                            | -                                                                   |                                                                     |
| 28-6-2014                                                           | Belo Horizonte                                                      | Brasile                                                             | 1 – 1 dts (3 - 2 dtr)                                               | Cile                                                                | Mondiali 2014 - Ottavi di finale                                    | -                                                                   |                                                                     |
| 6-9-2014                                                            | Santa Clara                                                         | Cile                                                                | 0 – 0                                                               | Messico                                                             | Amichevole                                                          | -                                                                   |                                                                     |
| 10-10-2014                                                          | Valparaíso                                                          | Cile                                                                | 3 – 0                                                               | Perù                                                                | Amichevole                                                          | -                                                                   |                                                                     |
| 14-10-2014                                                          | Antofagasta                                                         | Cile                                                                | 2 – 2                                                               | Bolivia                                                             | Amichevole                                                          | -                                                                   | 49’                                                                 |
| 18-11-2014                                                          | Santiago del Cile                                                   | Cile                                                                | 1 – 2                                                               | Uruguay                                                             | Amichevole                                                          | -                                                                   |                                                                     |
| 26-3-2015                                                           | Sankt Pölten                                                        | Iran                                                                | 2 – 0                                                               | Cile                                                                | Amichevole                                                          | -                                                                   |                                                                     |
| 29-3-2015                                                           | Londra                                                              | Brasile                                                             | 1 – 0                                                               | Cile                                                                | Amichevole                                                          | -                                                                   |                                                                     |
| 5-6-2015                                                            | Viña del Mar                                                        | Cile                                                                | 1 – 0                                                               | El Salvador                                                         | Amichevole                                                          | -                                                                   |                                                                     |
| 11-6-2015                                                           | Santiago del Cile                                                   | Cile                                                                | 2 – 0                                                               | Ecuador                                                             | Coppa America 2015 - 1º turno                                       | -                                                                   | 33’                                                                 |
| 15-6-2015                                                           | Santiago del Cile                                                   | Cile                                                                | 3 – 3                                                               | Messico                                                             | Coppa America 2015 - 1º turno                                       | -                                                                   |                                                                     |
| 19-6-2015                                                           | Santiago del Cile                                                   | Cile                                                                | 5 – 0                                                               | Bolivia                                                             | Coppa America 2015 - 1º turno                                       | -                                                                   | 70’                                                                 |
| 24-6-2015                                                           | Santiago del Cile                                                   | Cile                                                                | 1 – 0                                                               | Uruguay                                                             | Coppa America 2015 - Quarti di finale                               | -                                                                   |                                                                     |
| 5-9-2015                                                            | Santiago del Cile                                                   | Cile                                                                | 3 – 2                                                               | Paraguay                                                            | Amichevole                                                          | -                                                                   |                                                                     |
| 9-10-2015                                                           | Santiago del Cile                                                   | Cile                                                                | 2 – 0                                                               | Brasile                                                             | Qual. Mondiali 2018                                                 | -                                                                   |                                                                     |
| 14-10-2015                                                          | Lima                                                                | Perù                                                                | 3 – 4                                                               | Cile                                                                | Qual. Mondiali 2018                                                 | -                                                                   |                                                                     |
| 13-11-2015                                                          | Santiago del Cile                                                   | Cile                                                                | 1 – 1                                                               | Colombia                                                            | Qual. Mondiali 2018                                                 | -                                                                   |                                                                     |
| 18-11-2015                                                          | Montevideo                                                          | Uruguay                                                             | 3 – 0                                                               | Cile                                                                | Qual. Mondiali 2018                                                 | -                                                                   |                                                                     |
| 24-3-2016                                                           | Santiago del Cile                                                   | Cile                                                                | 1 – 2                                                               | Argentina                                                           | Qual. Mondiali 2018                                                 | -                                                                   |                                                                     |
| 29-3-2016                                                           | Barinas                                                             | Venezuela                                                           | 1 – 4                                                               | Cile                                                                | Qual. Mondiali 2018                                                 | -                                                                   | 55’                                                                 |
| 28-5-2016                                                           | Viña del Mar                                                        | Cile                                                                | 1 – 2                                                               | Giamaica                                                            | Amichevole                                                          | -                                                                   |                                                                     |
| 2-6-2016                                                            | San Diego                                                           | Messico                                                             | 1 – 0                                                               | Cile                                                                | Amichevole                                                          | -                                                                   | 90+1’ 90+2’                                                         |
| 6-6-2016                                                            | Santa Clara                                                         | Argentina                                                           | 2 – 1                                                               | Cile                                                                | Coppa America Centenario - 1º turno                                 | -                                                                   |                                                                     |
| 10-6-2016                                                           | Foxborough                                                          | Cile                                                                | 2 – 1                                                               | Bolivia                                                             | Coppa America Centenario - 1º turno                                 | -                                                                   |                                                                     |
| 15-6-2016                                                           | Filadelfia                                                          | Cile                                                                | 4 – 2                                                               | Panama                                                              | Coppa America Centenario - 1º turno                                 | -                                                                   |                                                                     |
| 19-6-2016                                                           | Santa Clara                                                         | Messico                                                             | 0 – 7                                                               | Cile                                                                | Coppa America Centenario - Quarti di finale                         | -                                                                   |                                                                     |
| 23-6-2016                                                           | Chicago                                                             | Colombia                                                            | 0 – 2                                                               | Cile                                                                | Coppa America Centenario - Semifinale                               | -                                                                   |                                                                     |
| 27-6-2016                                                           | East Rutherford                                                     | Argentina                                                           | 0 – 0                                                               | Cile                                                                | Coppa America Centenario - Finale                                   | -                                                                   |                                                                     |
| 6-10-2016                                                           | Quito                                                               | Ecuador                                                             | 3 – 0                                                               | Cile                                                                | Qual. Mondiali 2018                                                 | -                                                                   |                                                                     |
| 12-10-2016                                                          | Ñuñoa                                                               | Cile                                                                | 2 – 1                                                               | Perù                                                                | Qual. Mondiali 2018                                                 | -                                                                   |                                                                     |
| 10-11-2016                                                          | Barranquilla                                                        | Colombia                                                            | 0 – 0                                                               | Cile                                                                | Qual. Mondiali 2018                                                 | -                                                                   |                                                                     |
| 16-11-2016                                                          | Santiago del Cile                                                   | Cile                                                                | 3 – 1                                                               | Uruguay                                                             | Qual. Mondiali 2018                                                 | -                                                                   |                                                                     |
| 23-3-2017                                                           | Buenos Aires                                                        | Argentina                                                           | 1 – 0                                                               | Cile                                                                | Qual. Mondiali 2018                                                 | -                                                                   |                                                                     |
| 28-3-2017                                                           | Santiago del Cile                                                   | Cile                                                                | 3 – 1                                                               | Venezuela                                                           | Qual. Mondiali 2018                                                 | -                                                                   |                                                                     |
| 9-6-2017                                                            | Mosca                                                               | Russia                                                              | 1 – 1                                                               | Cile                                                                | Amichevole                                                          | -                                                                   | 65’                                                                 |
| 18-6-2017                                                           | Mosca                                                               | Camerun                                                             | 0 – 2                                                               | Cile                                                                | Conf. Cup 2017 - 1º turno                                           | -                                                                   | 66’                                                                 |
| 22-6-2017                                                           | Kazan'                                                              | Germania                                                            | 1 – 1                                                               | Cile                                                                | Conf. Cup 2017 - 1º turno                                           | -                                                                   |                                                                     |
| 25-6-2017                                                           | Mosca                                                               | Cile                                                                | 1 – 1                                                               | Australia                                                           | Conf. Cup 2017 - 1º turno                                           | -                                                                   |                                                                     |
| 28-6-2017                                                           | Kazan'                                                              | Portogallo                                                          | 0 – 0 dts (0 – 3 dtr)                                               | Cile                                                                | Conf. Cup 2017 - Semifinale                                         | -                                                                   | 23’                                                                 |
| 2-7-2017                                                            | San Pietroburgo                                                     | Cile                                                                | 0 – 1                                                               | Germania                                                            | Conf. Cup 2017 - Finale                                             | -                                                                   | 65’                                                                 |
| 31-8-2017                                                           | Santiago del Cile                                                   | Cile                                                                | 0 – 3                                                               | Paraguay                                                            | Qual. Mondiali 2018                                                 | -                                                                   | 78’ 79’                                                             |
| 5-9-2017                                                            | La Paz                                                              | Bolivia                                                             | 1 – 0                                                               | Cile                                                                | Qual. Mondiali 2018                                                 | -                                                                   |                                                                     |
| 5-10-2017                                                           | Santiago del Cile                                                   | Cile                                                                | 2 – 1                                                               | Ecuador                                                             | Qual. Mondiali 2018                                                 | -                                                                   |                                                                     |
| 10-10-2017                                                          | San Paolo                                                           | Brasile                                                             | 3 – 0                                                               | Cile                                                                | Qual. Mondiali 2018                                                 | -                                                                   |                                                                     |
| 23-3-2019                                                           | San Diego                                                           | Messico                                                             | 3 – 1                                                               | Cile                                                                | Amichevole                                                          | -                                                                   | 72’                                                                 |
| 27-3-2019                                                           | Houston                                                             | Stati Uniti                                                         | 1 – 1                                                               | Cile                                                                | Amichevole                                                          | -                                                                   |                                                                     |
| 21-6-2019                                                           | Salvador                                                            | Ecuador                                                             | 1 – 2                                                               | Cile                                                                | Coppa America 2019 - 1º turno                                       | -                                                                   | 90+2’                                                               |
| 24-6-2019                                                           | Rio de Janeiro                                                      | Cile                                                                | 0 – 1                                                               | Uruguay                                                             | Coppa America 2019 - 1º turno                                       | -                                                                   | 90’                                                                 |
| 6-7-2019                                                            | San Paolo                                                           | Argentina                                                           | 2 – 1                                                               | Cile                                                                | Coppa America 2019 - Finale 3º posto                                | -                                                                   | 50’                                                                 |
| Totale                                                              |                                                                     | Presenze (7º posto)                                                 | 115                                                                 |                                                                     | Reti                                                                | 3                                                                   |                                                                     |

## Palmarès

### Nazionale
- Coppa America: 2

Cile 2015, USA 2016